# Jaak Tamm

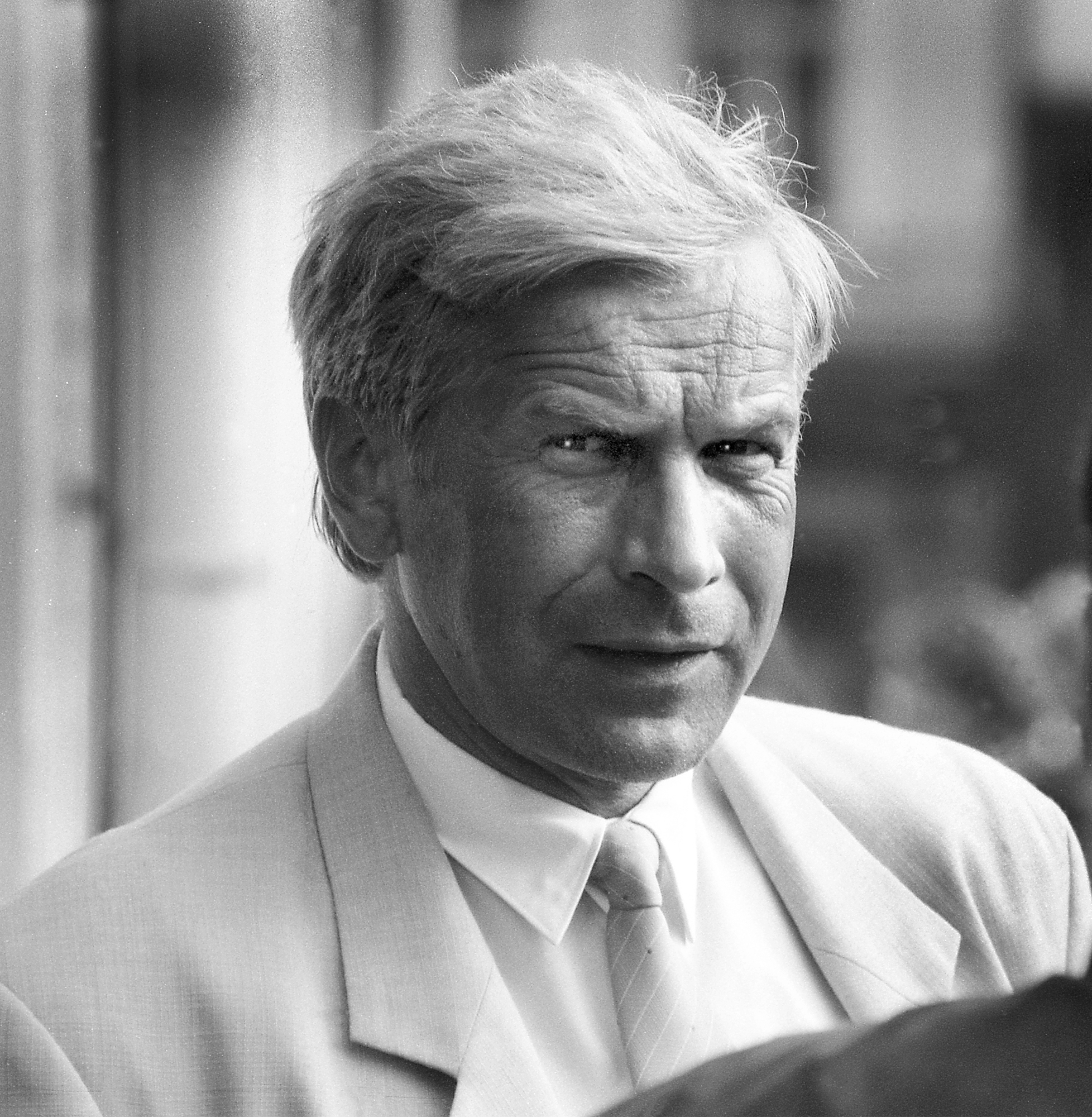
Jaak Tamm (1992)

Jaak Tamm (* 25. Februar 1950 in Tallinn; † 4. Januar 1999 ebenda) war ein estnischer Politiker.

## Leben
Jaak Tamm schloss 1973 sein Studium an der Staatlichen Universität Tartu (TRÜ) ab. Von 1968 bis 1975 war er als Mitarbeiter am Labor für Soziologie der Staatlichen Universität Tartu tätig. Von 1975 bis 1979 war Tamm als Wissenschaftlicher Mitarbeiter am Pädagogischen Institut in der estnischen Hauptstadt Tallinn angestellt. 1979 promovierte er im Fach Psychologie zum Kandidaten der Wissenschaft. Von 1979 bis 1985 arbeitete Tamm als Projektleiter bei der Wirtschaftsberatung Mainor.

### Politik
Anschließend ging Tamm in die Politik. Von 1985 bis 1987 war er Bauminister der Estnischen SSR. Von 1987 bis 1990 leitete Tamm als Direktor die Pressegruppe Kodamu. Von April 1990 bis Dezember 1991 war er im Kabinett von Ministerpräsident Edgar Savisaar Industrie- und Energieminister der Republik Estland. Kurz nach Wiedererlangung der estnischen Unabhängigkeit begründete Tamm im Dezember 1991 gemeinsam mit anderem die liberale Estnische Koalitionspartei (Eesti Koonderakond) und wurde deren erster Parteivorsitzender.
Von 1992 bis 1996 bekleidete Tamm das Amt des Oberbürgermeisters von Tallinn. 1998/99 war Tamm bis zu seinem frühen Tod im Alter von 48 Jahren Oberbürgermeister der Stadt Sillamäe im Nordosten Estlands.